# Snowpiercer (sèrie de televisió)
Snowpiercer és una sèrie de televisió estatunidenca, d'estil thriller distòpic postapocalíptic, que es va estrenar a la TNT el 17 de maig de 2020 al 28 de març de 2022. Està disponible a la plataforma TNT als Estats Units i a Netflix a la resta del món. La sèrie es basa tant en la pel·lícula sud-coreana del mateix nom (de 2013), dirigida per Bong Joon-ho, com en la novel·la gràfica francesa de 1982 Le Transperceneige (en la qual es basa la pel·lícula), de Jacques Lob, Benjamin Legrand i Jean- Marc Rochette.
La sèrie, que reinicia la continuïtat de la pel·lícula, segueix les històries de diversos passatgers de l'Snowpiercer, un tren enorme en moviment perpetu amb el que queda de la humanitat en un futur postapocalíptic. Daveed Diggs i Jennifer Connelly protagonitzen la sèrie, juntament amb Mickey Sumner, Annalise Basso, Sasha Frolova, Alison Wright, Benjamin Haigh, Roberto Urbina, Katie McGuinness, Susan Park, Lena Hall, Sheila Vand, Sam Otto, Iddo Goldberg i Jaylin Fletcher. Rowan Blanchard, Steven Ogg i Sean Bean també se sumaran al repartiment principal de la segona temporada.
Mentre estava en procés de desenvolupament a TNT durant més de tres anys, la sèrie va enfrontar-se a nombrosos problemes de producció i retards derivats de les diferències creatives entre els productors de la sèrie i la xarxa. La sèrie va romandre en desenvolupament fins al maig del 2019, quan es va anunciar que passaria a la xarxa germana TBS per una estrena a la primavera del 2020, i que ja s'havia contractat una segona temporada. Tot i això, el setembre del 2019 es va revertir la decisió de canviar de plataforma.

## Argument
Snowpiercer està ambientada el 2021, set anys després que el món es converteixi en un erm desert i congelat a causa d'un intent fallit de revertir l'escalfament global. El que queda de la humanitat habita un tren gegantí en moviment perpetu que va donant voltes al planeta sense aturar-se mai, construït pel misteriós Mr. Wilford. La majoria dels habitants són gent que, abans del desastre, havia pogut adquirir un bitllet; a la cua del tren, però, un grup de polissons malviu en condicions miserables.
La sèrie planteja temes com la lluita de classes, la injustícia social i la política de supervivència.

## Temporades
| Temporada | Temporada         | Episodis | Emissió a EUA       | Emissió a EUA        |
| Temporada | Temporada         | Episodis | Estrena             | Final                |
| --------- | ----------------- | -------- | ------------------- | -------------------- |
|           | Primera temporada | 10       | 17 de març de 2020  | 12 de juliol de 2020 |
|           | Segona temporada  | 10       | 25 de gener de 2021 | 29 de març de 2021   |
|           | Tercera temporada | 10       | 24 de gener de 2022 | 28 de març de 2022   |

## Repartiment
- Jennifer Connelly com a Melanie Cavill: passatgera de primera classe i la Veu del Tren, que fa els anuncis diaris del sistema de megafonia. Malgrat que molts dels seus companys es malfien dels passatgers de classe baixa, Melanie n'està fascinada, ja que en secret és el senyor Wilford.[4]
- Daveed Diggs com a Andre Layton: un home tranquil que abans era detectiu d'homicidis. És un pres que amb prou feines sobreviu a les dures condicions que hi ha a la cua del tren i un participant reticent en una lluita que podria millorar la vida dels polissons.[5]
- Mickey Sumner com a Bess Till: una guardafrens empàtica i espavilada que forma part de la força de seguretat del tren. Es troba al centre d'un misteri que remou el delicat status quo del tren.[6]
- Alison Wright com a Ruth Wardell: una dona pragmàtica i independent. Viu amb el seu marit i la seva filla en una cabina de tercera classe i treballa al saló d'ungles del tren.[7]
- Iddo Goldberg com a Bennett: un dels enginyers originals que va dissenyar el tren, fet que el converteix en un dels pocs passatgers que coneix els secrets més profunds del tren.[8]
- Susan Park com a Jinju Seong: la millor xef del millor restaurant del tren i membre de l'elit del tren.[9]
- Katie McGuinness com a Josie Wellstead: una dona forta i decidida que viu a la cua. Té cura del seu marit malalt i del seu fill precoç i faria qualsevol cosa per la seva família.[10]